# Joe Ranft
Joseph Henry (Joe) Ranft, född 13 mars 1960 i Pasadena i Kalifornien, död 16 augusti 2005 i Mendocino County, var en amerikansk manusförfattare, röstskådespelare och animatör.
Han var bland annat känd för att ha arbetat för Walt Disney Feature Animation och Pixar. Han avled 2005 i en bilolycka.
Joe Ranft var äldre bror till skulptören och röstskådespelaren Jerome Ranft.

## Filmografi (i urval)
- 1987 – Den modiga lilla brödrosten
- 1988 – Vem satte dit Roger Rabbit
- 1988 – Oliver och gänget
- 1989 – Den lilla sjöjungfrun
- 1990 – Bernard och Bianca i Australien
- 1991 – Skönheten och odjuret
- 1992 – Aladdin
- 1993 – The Nightmare Before Christmas
- 1994 – Lejonkungen
- 1995 – Toy Story
- 1996 – James och jättepersikan
- 1998 – Ett småkryps liv
- 1999 – Toy Story 2
- 1999 – Fantasia 2000
- 2000 – Buzz Lightyear, rymdjägare: Äventyret börjar
- 2001 – Monkeybone
- 2001 – Monsters, Inc.
- 2003 – Hitta Nemo
- 2004 – Superhjältarna
- 2005 – Corpse Bride
- 2006 – Bilar